# Yuri Tiniánov
Yuri Nasónovich Tiniánov (en ruso: Юрий Насонович (Николаевич) Тынянов) (6 de octubre de 1894 - 20 de diciembre de 1943). 
Fue uno de los principales integrantes del formalismo ruso. Escritor e historiador, fue profesor de Historia de la Literatura Rusa en el Instituto de  Historia del Arte de Leningrado entre 1920 y 1931. Sus libros de la época  formalista son: Dostoyevski y Gógol (1921), El problema del lenguaje poético  (1924), Arcaizantes e innovadores (1929). 
En los años treinta escribe  biografías noveladas de Pushkin y otros poetas contemporáneos.

## Obras selecta
- Kiújlia (un apodo juvenil de Wilhelm Küchelbecker) (novela, 1925)
- La muerte de Vazir-Mujtar (novela, 1928)
- El teniente Kije, novela satírica, 1928.
- Pushkin (novela, 1936-1943, no acabada)
- Subteniente Kizhé (novela corta, 1927)
- La figura de cera (novela corta, 1930)
- Vitushíshnikov, menor de edad (novela corta, 1933)

Fuente: Teoría de la literatura, textos de los formalistas rusos (Tzvetan Todorov)

## Adaptaciones cinematográficas
- Yuri Tyniánov en imdb.com